# Уотергейтский скандал

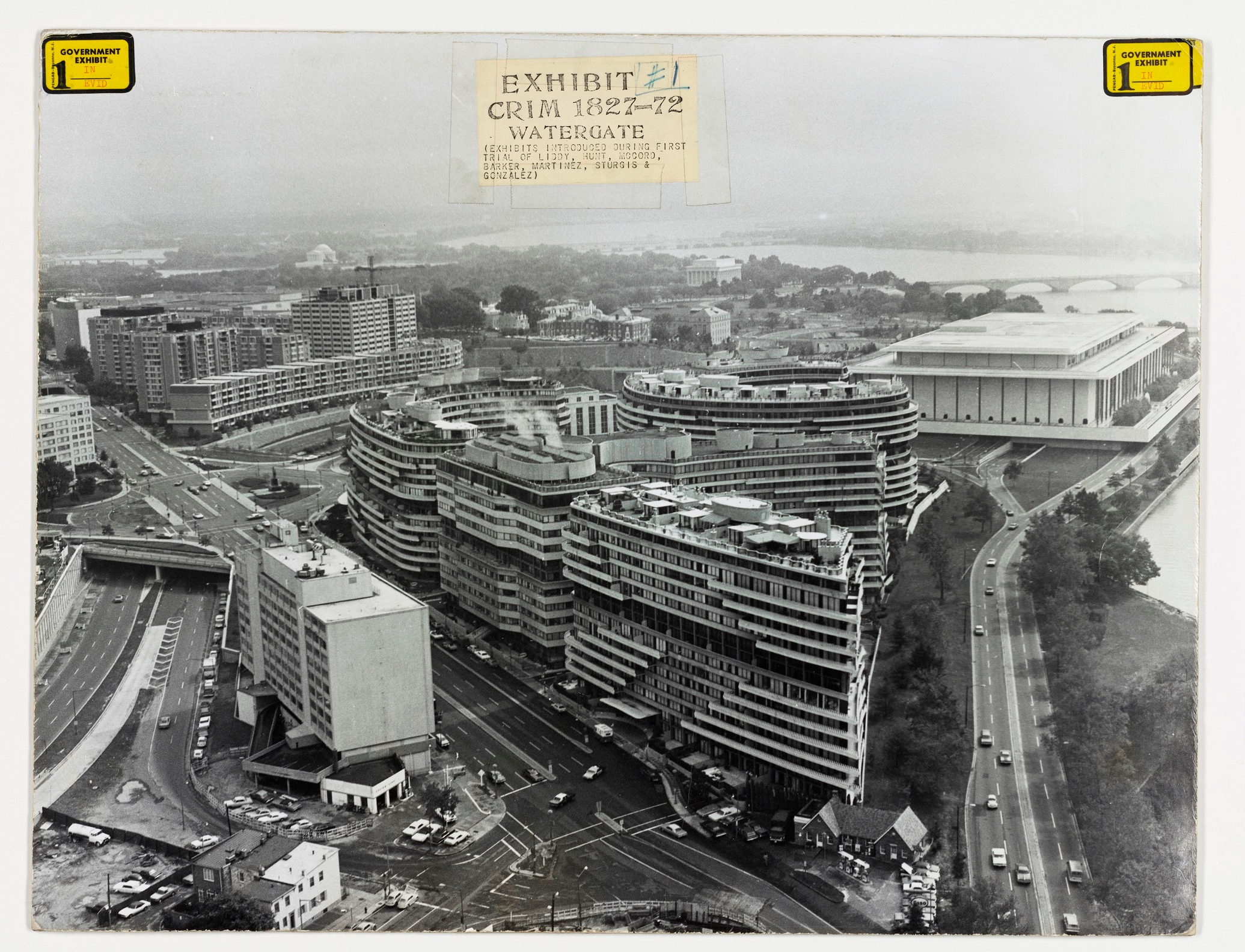
Отель «Уотергейт»

Уотерге́йтский сканда́л (англ. Watergate scandal) — политический скандал в США в 1972—1974 годах, закончившийся отставкой президента страны Ричарда Никсона.
В июне 1972 года, незадолго до президентских выборов в США, полиция задержала в вашингтонском комплексе «Уотергейт» пятерых агентов, которые пытались установить подслушивающие устройства в штаб-квартире Демократической партии. Эти агенты были связаны с поддерживавшим действующего президента Никсона «Комитетом по переизбранию Президента» и в конечном счёте правительством Никсона. Журналисты газеты Washington Post Боб Вудворд и Карл Бернстайн при помощи анонимного чиновника, скрывавшегося под псевдонимом «Глубокая глотка» — в действительности Марка Фелта, заместителя директора ФБР — опубликовали серию расследований, показывавших, что Никсон был осведомлён о шпионской операции в Уотергейте, что она финансировалась за счёт средств, собранных на его предвыборную кампанию, и что этот эпизод был лишь единичным среди множества тайных и незаконных операций, с помощью которых ближний круг Никсона пытался обеспечить его переизбрание.
Никсон действительно выиграл выборы, переизбравшись на второй срок. Его администрация отрицала обвинения со стороны прессы и всячески препятствовала расследованию. Тем не менее, суды над агентами из «Уотергейта» и парламентское расследование Уотергейтского скандала продолжались и после выборов; обе палаты Конгресса — Палата представителей и Сенат — создали свои комиссии по расследованию. Администрация Никсона в действительности располагала аудиозаписями всех переговоров в Овальном кабинете Белого дома, в том числе и тех, на которых Никсон обсуждал, как помешать ФБР расследовать происшествие в «Уотергейте». Никсон отказывался передать эти записи следствию и пытался прекратить расследование, используя свои президентские полномочия — даже велел генеральному прокурору Элиоту Ричардсону уволить занимавшегося расследованием прокурора Арчибальда Кокса.
На фоне развёртывающегося скандала свои посты покинули многие чиновники, включая вице-президента США Спиро Агню. Палата представителей инициировала процедуру импичмента Никсона. В 1974 году компрометирующие Никсона аудиозаписи были опубликованы. В августе 1974 года Никсон, не дожидаясь импичмента, сам ушёл в отставку. Следующий президент Джеральд Форд официально помиловал предшественника, что позволило Никсону избежать наказания. Уотергейтский скандал стал единственным за историю США случаем, когда президент прижизненно досрочно прекратил исполнение обязанностей.

## Инцидент в «Уотергейте»

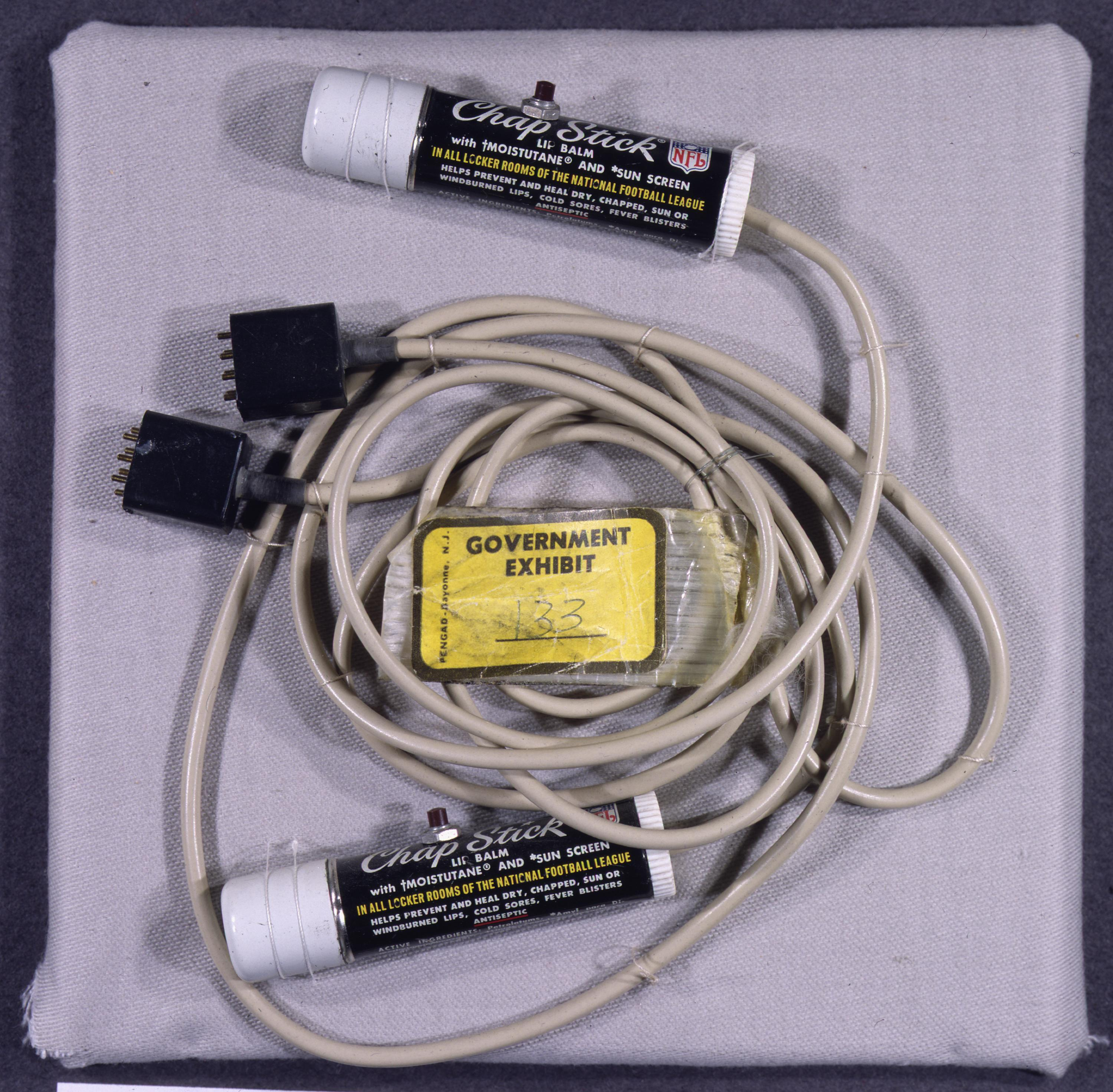
Оборудование для радиосвязи, которое взломщики использовали при проникновении в «Уотергейт»: микрофоны в самодельных корпусах из-под губной помады

В мае-июне 1972 года, за четыре месяца до президентских выборов 1972 года, группа лиц, связанных с Комитетом по переизбранию Президента (CRP) — организацией, официально занимавшейся сбором средств на избирательную кампанию Ричарда Никсона — устроила операцию по установке подслушивающей аппаратуры в штабе соперника Никсона, кандидата в президенты от Демократической партии Джорджа Макговерна. Этот штаб располагался в вашингтонском комплексе «Уотергейт». Операцию спланировали и осуществили Джордж Гордон Лидди, официально занимающий в CRP должность финансового консультанта, его подчиненный Говард Хант и начальник безопасности CRP Джеймс Маккорд, а также набранные Лидди и Хантом агенты — в основном американские кубинцы, ранее работавшие на ЦРУ и участвовавшие в провальной операции в заливе Свиней. В общей сложности в двух проникновениях в «Уотергейт» 28 мая и 17 июня участвовало семь человек.
Лидди и Хант входили в группу так называемых «сантехников Белого дома» — оперативников, занимавшихся «ликвидацией утечек», по факту — шпионажем и сбором компромата. Эту группу первоначально организовал советник Никсона Джон Эрлихман после слива в прессу засекреченных документов Пентагона в июне 1971 года, за год до Уотергейтского скандала. Лидди в эту группу привлек другой советник президента, Джон Дин. В сентябре 1971 года «сантехники» — включая Ханта, Лидди и некоторых кубинских агентов, которые позже участвовали и в уотергейтской операции — незаконно проникли в офис психиатра Льюиса Филдинга в попытке найти компромат на его пациента Даниэля Эллсберга, военного аналитика, который и передал документы Пентагона в прессу. Эта тайная операция, проведенная с санкции Никсона, не принесла никакой пользы и лишь стала отягчающим обстоятельством при расследовании уотергейтского дела. По выражению Дина, «Уотергейтская затея не могла не вырасти в том климате чрезмерной озабоченности по поводу политического влияния манифестантов, беспокойства по поводу утечек информации, ненасытной страсти к политической разведке — и при участии сотрудников Белого дома, привыкших действовать самодеятельно и никак не считаться с законом».
Установка прослушки в «Уотергейте» была деталью операции «Драгоценный камень» (по большей части неосуществлённой), план которой Лидди представил Джону Дину и Джону Митчеллу — на тот момент генеральному прокурору США, позже начальнику избирательного штаба Никсона — 27 января 1972 года. По воспоминаниям Митчелла, спланированная с огромным размахом «операция» представляла собой «сплошной ужас» и включала в себя множество откровенно незаконных предложений, включая прослушку с помощью сложных электронных устройств, перехват авиационных радиопереговоров, использование завербованных проституток и тому подобное. Первоначальный план Митчелл не одобрил и велел Лидди сжечь бумаги. Лидди, в свою очередь, утверждал, что разработать план «наступательной и оборонительной операции» с бюджетом 1 миллион долларов, которые предполагалось позаимствовать из избирательного фонда Никсона, ему поручил именно Дин; по уверениям Лидди, собственно прослушка штаба Демократической партии в первоначальный план не входила. Конкретные цели прослушки остались неясными: благодаря прослушивающим устройствам «сантехники» могли бы получить информацию о планах демократов на президентских выборах и информацию, которая могла бы скомпрометировать кандидатов от Демократической партии. Возможно также, что группа Лидди хотела выяснить, нет ли у руководства Демократической партии компромата уже на Никсона. Сэмюель Дэш, старший юридический советник комиссии Конгресса по расследованию Уотергейтского скандала, заявлял, что администрацию президента прежде всего интересовало то, что демократы могут знать о связях Никсона с миллиардером Говардом Хьюзом.
В первый — удачный — рейд на штаб Демократической партии 28 мая агенты установили прослушивающие устройства на два телефона: телефон начальника штаба Ларри О’Брайена и телефон Роберта Спенсера Оливера, исполнительного директора Ассоциации демократических представителей в законодательных собраниях штатов. «Жучок» в телефоне Оливера работал хорошо и позволял прослушивать телефонные разговоры; однако подслушивающее устройство в телефоне О’Брайена вышло из строя, и 17 июня 1972 года группа предприняла новое ночное посещение «Уотергейта», чтобы заменить «жучок».
В половину первого ночи с пятницы на субботу 17 июня 1972 года охранник комплекса «Уотергейт» Фрэнк Уиллс во время обхода обнаружил, что одна из дверей на лестнице открыта, а защелка замка залеплена клейкой лентой. Посчитав, что дверь в таком состоянии оставили уборщики, Уиллс снял ленту с замка, закрыл дверь и ушёл на перерыв. Спустя час, в 01:47, Уиллс вернулся к подозрительной двери и снова обнаружил ее открытой, а замок опять залепленным лентой. Уиллс вызвал полицию и сообщил об ограблении; полицейские закрыли выходы из здания, включили в нём свет и прочесали этажи. В итоге в половину третьего ночи в штабе Демократической партии на шестом этаже были схвачены пятеро агентов — Джеймс Маккорд, Бернард Баркер, Вирхилио Гонсалес, Эухенио Мартинес и Фрэнк Стерджис. На агентах были резиновые хирургические перчатки, при них обнаружили отмычки, камеры, сложное электронное оборудование, перцовые баллончики и 2300 долларов наличными. ФБР быстро выяснило, что организаторами проникновения в «Уотергейт» были Лидди и Хант. И Лидди, и Хант были связаны с исполнительным офисом президента США, но представители Белого дома отрицали, что администрация президента имеет к этому какое-либо отношение.

## Расследование
В расследовании июньского инцидента и в сопутствовавшей ему общественной кампании против президента, продолжавшихся более 2 лет, были активные периоды и периоды затишья. Конец 1972 года, ознаменовавшийся триумфальным переизбранием Никсона на второй срок, был для него относительно спокоен.
Расследование июньского инцидента поручили специально созданной группе ФБР, руководил которой заместитель директора ФБР Марк Фелт. В октябре 1972 года Фелт тайно (тогда он был анонимным источником, известным как «Глубокая глотка») встретился с журналистами газеты Washington Post Бобом Вудвордом и Карлом Бернстайном и рассказал о причастности сотрудников Белого дома к инциденту, после чего Washington Post первой опубликовала серию статей о расследовании.
В январе 1973 года начался суд над взломщиками, проникшими в «Уотергейт». В марте была сформирована сенатская комиссия по Уотергейту, и судебные слушания стали передаваться по телевидению на всю страну; считается, что 85 % американцев посмотрели хотя бы одно заседание. Параллельно по инициативе демократов начался ряд разбирательств деятельности других чиновников республиканской администрации, уже не всегда в связи с прослушками или схожей деятельностью. Консультант Белого дома Говард Хант был признан судом «техническим» организатором «прослушки» и провёл в тюрьме 33 месяца. Сенат США ещё в 1971 году учредил подкомитет по разделению властей, который под руководством сенатора Сэма Эрвина исследовал конституционно-правовые проблемы взаимоотношений исполнительной и законодательной власти. Его разработки послужили правовой базой для борьбы Конгресса с Президентом, а сам Эрвин стал признанным лидером законодательного расследования Уотергейтского дела.
В апреле 1973 года в связи со скандалом были вынуждены подать в отставку глава управления делами президента Боб Хэлдеман, советник президента по внутренней политике Джон Эрлихман и генеральный прокурор США Ричард Кляйндинст. В конце 1974 года все они были приговорены к тюремному заключению.
В августе 1973 года Никсон отказался предоставить прокуратуре комментарии насчёт системы правительственного аудиоконтроля и записанные в Овальном кабинете плёнки, документирующие разговоры Никсона с помощниками (о существовании этих записей стало известно суду из показаний некоторых чиновников). Президент также приказал генеральному прокурору Элиоту Ричардсону уволить прокурора Арчибальда Кокса, который сделал такой запрос. Это отрицательно сказалось на его авторитете. Ричардсон отказался подчиниться Никсону и ушёл в отставку вместе со своим заместителем в октябре. Эти отставки стали известны как «субботняя резня». Тем временем череда расследований, затронувших администрацию Никсона, дошла и до его вице-президента Спиро Агню, который также подал в отставку в октябре 1973 года (по финансовому делу, не связанному с Уотергейтом).
6 февраля 1974 года Палата представителей США постановила начать процедуру импичмента Никсона, но и тут Никсон упорствовал. Он категорически отказывался предъявлять следствию имеющиеся у него плёнки, ссылаясь на привилегию исполнительной власти. Однако Верховный суд США в июле 1974 года единогласно определил, что у президента нет таких привилегий, и приказал ему немедленно выдать плёнку прокуратуре.

## Финал

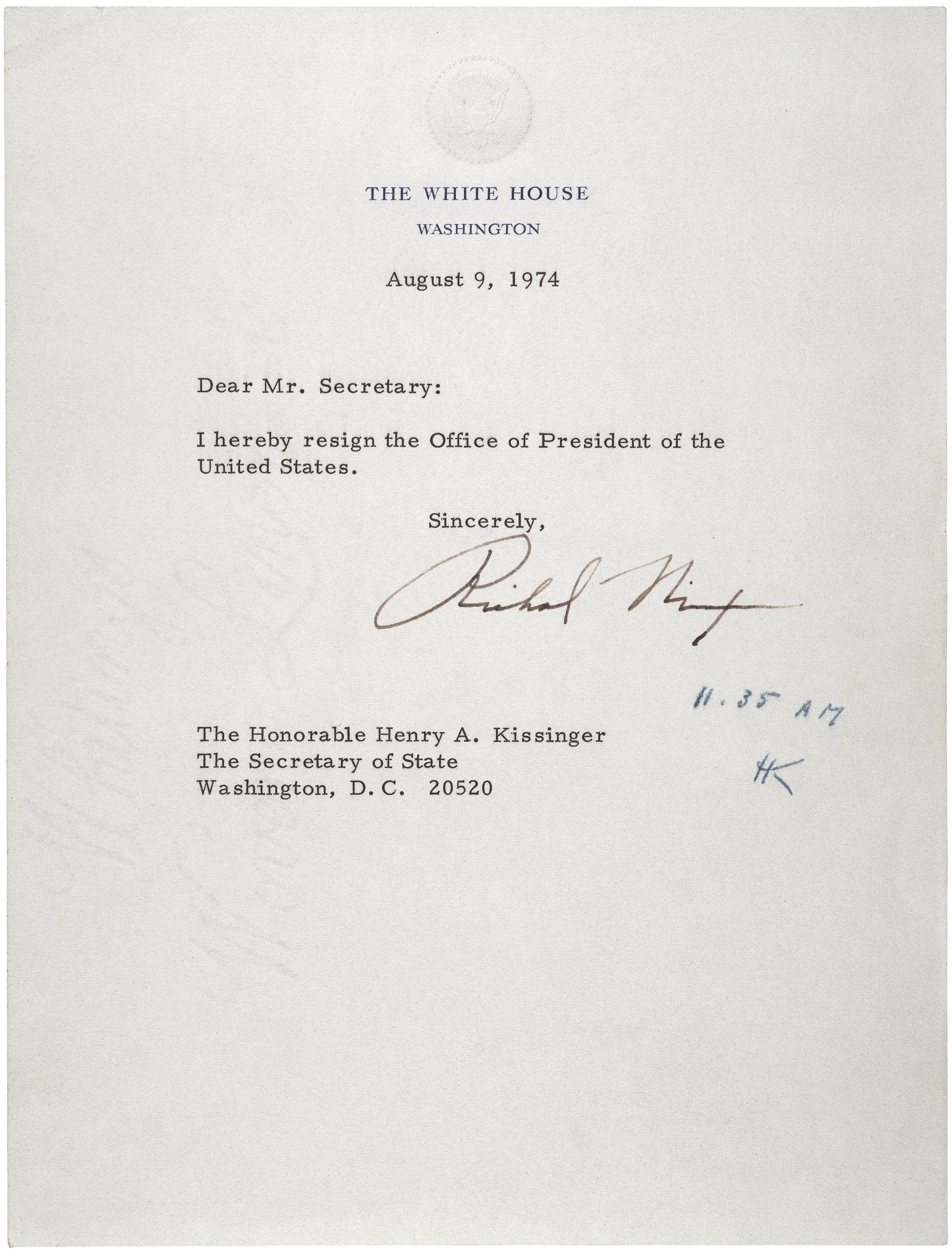
«Достопочтенному Генри А. Киссинджеру, Государственному секретарю. Уважаемый Государственный секретарь, настоящим я оставляю должность президента Соединённых Штатов. С уважением, Ричард Никсон. 9 августа 1974 г.»

5 августа, уже после того, как заключение по импичменту (три отдельные «статьи») было подготовлено к голосованию в Палате представителей и последующей передаче в Сенат США, по определению Верховного суда огласке были преданы ранее неизвестные кассеты, записанные 23 июня 1972 года, спустя всего несколько дней после инцидента в Уотергейте. На них Никсон обсуждает с начальником своего аппарата Холдманом Уотергейтскую историю и далее оговаривает, как воспрепятствовать расследованию при помощи ЦРУ и ФБР. Позже Барбер Конэбл называл эту запись «дымящимся ружьём» (англ. smoking gun, «палево») — после этой публикации даже для самых фанатичных защитников Никсона стало несомненным, что президент с самого начала событий пытался воспрепятствовать правосудию в личных и партийных интересах; импичмент в Конгрессе и последующее отрешение от должности в Сенате стали решённым делом. Республиканцы-сенаторы, ранее готовившиеся голосовать в Сенате против осуждения Никсона, после публикации плёнок один за другим заявляли ему, что поддержат обвинение по всем пунктам.
Вечером 8 августа Никсон, лишившись всех союзников и перед лицом неминуемого импичмента, объявил в телевизионном обращении, что уходит в отставку с полудня следующего дня, 9 августа, и ещё до этого срока покинул Вашингтон. В полдень 9 августа президентом стал принесший присягу в Белом доме вице-президент Джеральд Форд, всего за 9 месяцев до того назначенный на вице-президентский пост Никсоном и утверждённый Конгрессом вместо Агню. «Наш долгий национальный кошмар окончился», сказал Форд. Через месяц, 8 сентября, новый президент помиловал Никсона «за все преступления, которые тот мог совершить», на что имел право, так как импичмент ещё не начинал рассматриваться в Сенате. Позже Форд отмечал, что считает это решение одной из главных причин его поражения на выборах в 1976 году.
Около 40 человек из окружения Никсона были обвинены в причастности к вторжению в штаб-квартиру национального комитета Демократической партии. Некоторые из них были вынуждены уйти в отставку, а 25 человек (в частности, Боб Холдеман, Джон Эрлихман, Джон Митчелл, Чарльз Колсон, Джордж Гордон Лидди) были осуждены и отбыли срок тюремного заключения. Скандал способствовал принятию законов о хранении всех записей и материалов президента (1974), об этике в правительстве (1978), о президентских документах (1978) и о создании Национального управления архивов и документации (1984).

## Влияние
Американский социолог Джеффри Александер охарактеризовал Уотергейтский скандал как «самый серьёзный политический кризис мирного времени в истории Америки».

### Роль СМИ
Роль СМИ в возникновении и развитии скандала можно считать предопределяющей. Американский исследователь Самюэль Хантингтон в докладе, составленном для созданной в 70-х годах Трёхсторонней комиссии, писал: «В двух самых драматических внутриполитических конфликтах периода никсоновской администрации — конфликтах, вызванных публикацией документов Пентагона и Уотергейтом, — органы массовой информации страны бросили вызов и нанесли поражение главе исполнительной власти. Пресса фактически сыграла ведущую роль в том, что до сих пор не удавалось ни одному отдельно взятому институту, группировке или комбинации институтов в американской истории — лишить своего поста президента, который был избран менее двух лет назад, добившись поддержки большинства, ставшего одним из самых значительных в американской истории».

### Нарицательное употребление
Слово «Уотергейт» вошло в политический словарь многих языков мира в значении скандала, ведущего к краху карьеры главы государства. Второй корень в названии отеля — «гейт» (англ. gate) — стал суффиксом, используемым для названия новых скандалов, ср. Ирангейт при Рейгане, Моникагейт или зиппергейт (от англ. zipper — застёжка «молния») при Клинтоне, Кучмагейт (см. Дело Гонгадзе), Моджигейт, Казахгейт, не удавшийся в Казахстане Рахатгейт, Дизельгейт — афера концерна Volkswagen, Гюляргейт в Азербайджане (депутат женщина от правящей партии), Климатгейт, Эльзагейт — скандал вокруг детского контента с шокирующим содержанием на YouTube. «Туалетгейт» — скандал во время матча за звание чемпиона мира по шахматам 2006.

### В искусстве
Хотите верьте, хотите нет, но в деле о праве президента на конфиденциальность, я был на стороне Ричарда Никсона. Представьте себя на месте президента — разве вы захотите предавать огласке каждое своё слово и каждый поступок? По‑моему, это просто глупо. Ни у кого нельзя отнимать право на личную жизнь. Сделайте это — и одно будет цепляться за другое, а в итоге мы получим Билла с Моникой. На жизнь надо смотреть трезво. Люди есть люди, и не стоит требовать от них чересчур многого.
Хантер С. Томпсон написал ряд статей для журнала «Rolling Stone» в ходе скандала, используя метод гонзо-журналистики. Часть из них вышла в сборнике «Большая охота на акул».
Через два года после отставки Никсона (в 1976 году) режиссёр Алан Дж. Пакула снял фильм «Вся президентская рать» с Дастином Хоффманом и Робертом Редфордом в главных ролях (Хоффман играл Карла Бернстайна, а Редфорд — Боба Вудворда). В написании сценария принимали участие оба расследовавших «Уотергейт» журналиста. Фильм получил четыре «Оскара»: за лучшую мужскую роль второго плана, лучший адаптированный сценарий, лучшие декорации и лучший звук.
В 1993 году начался показ сериала «Секретные материалы», где персонаж по кличке Глубокая Глотка (Deep Throat) является информатором Малдера. По словам Винса Гиллигана, скандал в Уотергейт сильно повлиял на Криса Картера и вдохновил его на построение мифологии сериала вокруг правительственного заговора.
В 1995 году вышел фильм «Никсон», режиссёр Оливер Стоун. В роли Никсона — Энтони Хопкинс.
В 1999 году вышел фильм-комедия «Подруги президента». Сюжет основан на предположении, что главный информатор в деле — это 2 школьницы, передавшие запись разговоров Никсона двум репортёрам.
В 2004 году была написана книга «Frost/Nixon. Behind the Scenes of the Nixon Interviews» (HarperCollins), автором которой выступил журналист Дэвид Фрост, интервьюировавший Ричарда Никсона.
В видеоклипе группы Manic Street Preachers на песню The Love of Richard Nixon в Уотергейтском инциденте оказываются замешаны представители демократов, из-за чего на выборах терпят поражение.
В 2006 году по мотивам Уотергейтского дела 1972—1974 гг. и драматического признания Никсона в 1977 году была поставлена пьеса «Фрост против Никсона» (англ. Frost/Nixon).

В 2008 году по пьесе был поставлен фильм «Фрост против Никсона», в 2009 году получивший премию Bafta.
В фильме «Форрест Гамп» есть эпизод, в котором Форрест послужил причиной скандала: он увидел, как в одном из номеров гостиницы орудует группа людей, принятых им за электриков. После звонка Форреста администрации отеля с жалобой на невозможность уснуть из-за яркого света фонариков «электриков», последовавшего за ним звонка в полицию и задержания диверсантов начались события, приведшие к отставке президента.
В фильме «Хранители» (2009) действие происходит в альтернативной истории, где Никсон благополучно пережил «Уотергейт» и последовательно избирался на несколько президентских сроков; журналисты «Washington Post» Бернстайн и Вудворд в фильме были привязаны к пожарному гидранту и избиты одним из персонажей-«хранителей», не успев раздуть скандал.
В телесериале «Квантовый скачок» (1989) в 3-м эпизоде 1-го сезона главный герой сериала Сэм пытается устроить встречу своей возлюбленной Донне с отцом в Уотергейтском отеле и случайно наводит охранников отеля на мысль о возможном взломе, тем самым провоцируя Уотергейтский скандал.
В видеоигре «Metal Gear Solid» (1998) есть персонаж, представляющийся как «Глубокая Глотка» (англ. Deep Throat), дающий игроку подсказки во время игры. Deep Throat — псевдоним Марка Фелта, заместителя директора ФБР, выбранный для него как для информатора прессы по делу Уотергейта.
В серии «A Head in the Polls» (1999) мультсериала «Футурама» голова Ричарда Никсона останавливается накануне выборов 3000 года в отеле «Уотергейт», потому что там делают скидку тем, кто у них уже побывал.
В сюжете детективного романа 1975 года «Семейное дело» (англ. A Family Affair) американского писателя Рекса Стаута описывается связь между Уотергейтским скандалом и президентом Никсоном.
В серии «The Reichenbach Fall» (2012) английского телесериала «Шерлок» Майкрофт Холмс, находясь в клубе «Диоген» (основным правилом клуба является категоричное соблюдение тишины), говорит, намекая на утечку информации: «Мы ведь не хотим повторения… Уотергейтского скандала 72-го года».
В американской книге Уильяма Бальзамо и Джорджа Карпоци «Мафия. Первые 100 лет» (англ. The Mafia: The First 100 Years) описываются события, касающиеся незаконной деятельности Никсона на посту президента:
- Приводятся его слова, записанные на магнитофон:

«Я хочу сказать, что вы можете раздобыть миллион долларов. И вы можете получить их наличными. Я знаю, где их можно раздобыть… Мы можем получить деньги. Это не проблема…»
- Авторы повествуют о событиях января 1973 года, когда Никсон на борту своего президентского самолёта согласился принять взятку от Фрэнка Фитзиммонса — президента профсоюза водителей грузового транспорта. Фитзиммонс предложил Никсону один миллион долларов в обмен на прекращение расследований, касающихся профсоюза водителей грузового транспорта. Никсон выполнил все требования через 30 дней.

В 2017 году американский режиссёр Питер Ландесман снял фильм о Марке Фелте, чей псевдоним был «Глубокая Глотка» (которого сыграл Лиам Нисон), и его влиянии на Уотергейтское дело — «Уотергейт. Крушение Белого дома».
В 2021 году — фильм «18½» — стенографистка из Белого дома оказывается втянутой в Уотергейтский скандал, когда получает единственную копию печально известной 18-минутной вырезанной записи переговоров Никсона. Режиссер: Дэн Мирвиш. В главной роли: Уилла Фицджералд. В роли Никсона: Брюс Кэмпбелл.

## Реакция

### СССР
Во время своей единственной поездки в США в июне 1973 года Леонид Брежнев заявил прессе: «Я не собираюсь касаться этого. Это было бы совершенно неприлично». В 2007 году Госдеп США рассекретил документы, согласно которым уже после визита Брежнева посол СССР в США Анатолий Добрынин провёл с Никсоном секретную встречу. На ней он передал слова поддержки от Брежнева. «Есть люди, которые надеются, что президент США уступит давлению и уйдёт, однако мы рады отметить, что вы не собираетесь доставить им такого удовольствия». СССР опасался, что скандал и уход Никсона повредят политике «разрядки».

### Япония
В августе 1973 года премьер-министр Японии Какуэй Танака заявил: «Ключевая роль Соединённых Штатов в мире не изменилась, поэтому этому внутреннему делу не будет позволено возыметь действие».

## Новые факты
Журналисты The New York Times в 1972 году опрометчиво упустили сюжет, принёсший славу их коллегам из The Washington Post. Два бывших сотрудника The New York Times решили рассказать о произошедшем 37 лет спустя.
В июне 1972 года группа взломщиков, предположительно связанных с администрацией Никсона, проникла в штаб демократического кандидата в президенты Джорджа Макговерна в столичном отеле «Уотергейт». Взломщиков задержали на месте, но по Никсону скандал ударил значительно позже, уже после его победы на выборах-1972.
Как выясняется, всего через два месяца после взлома репортёр «The New York Times» Роберт Смит (англ. Robert M. Smith) получил от исполняющего обязанности директора ФБР Патрика Грэя (англ. L. Patrick Gray) «взрывоопасную информацию». В частности, Грэй говорил о вине бывшего генпрокурора Джона Митчелла (англ. John Mitchell) и намекнул на роль Белого дома.
Смит немедленно отправился в вашингтонское бюро газеты и доложил о полученных данных редактору Роберту Фелпсу (англ. Robert H. Phelps). Фелпс всё тщательно записал, а Смит на следующий день отправился преподавать в школе права Йеля и уотергейтским делом больше заниматься не мог. Более трёх десятилетий Смит не рассказывал о случившемся, но решил нарушить молчание, когда узнал, что Фелпс рассказал о получении информации от Грэя в своих мемуарах.
В период после получения «намётки» вашингтонское бюро «The New York Times» занималось национальным съездом республиканцев, а потом Фелпсу пришлось отправиться в командировку на Аляску. Почему скандальные данные так и не были опубликованы, он не знает. В своих воспоминаниях бывший редактор пишет, что расспросил коллег, но те не смогли что-либо объяснить.
Главную роль в освещении уотергейтского дела сыграли репортёры «The Washington Post» Карл Бернстайн и Боб Вудворд, получавшие информацию от правительственного источника, личность которого долгое время скрывалась за псевдонимом «Глубокая глотка» (англ. Deep Throat). В 2005 году выяснилось, что «Глубокой глоткой» был Марк Фелт.
10 ноября 2011 года были обнародованы показания Ричарда Никсона по делу Уотергейта. Показания, которые давал Никсон 23—24 июня 1975 года, были опубликованы в полном объёме, но имена ещё живых людей были отредактированы. Публикация была осуществлена по постановлению федерального суда. Соответствующий запрос подал историк Стэнли Катлер (англ. Stanley Kutler), который является автором книг о президентстве Никсона и Уотергейтском скандале.